# NGC 496
NGC 496 este o galaxie spirală situată în constelația Peștii. A fost descoperită în 12 septembrie 1784 de către William Herschel. De asemenea, a fost observată încă o dată în 14 septembrie 1850 de către Bindon Blood Stoney.